# Пригородне (Ріддерська міська адміністрація)
При́городне (каз. Пригородное) — село у складі Ріддерської міської адміністрації Східноказахстанської області Казахстану.
Населення — 1093 особи (2009; 1045 у 1999, 1233 у 1989).
Національний склад станом на 1989 рік:
- росіяни — 100 %